# Seitingen-Oberflacht
Seitingen-Oberflacht là một thị xã ở huyện Tuttlingen trong bang Baden-Württemberg thuộc nước Đức.